# 香港2006年10月

## 10月1日
- 香港多處地方舉行各種活動，慶祝中華人民共和國成立五十七周年。明報1[]、星島日報[]、明報2[]
- 天水圍新市鎮居民遊行抗議九廣輕鐵由10月8日起取消往來天榮站至元朗總站的761號線，其間有示威者走落輕鐵路軌，輕鐵交通受阻。東方日報[]

## 10月2日
- 連接維園道東行至銅鑼灣、大坑的新銅鑼灣行車天橋於上午八時全面開放通車，行車時速為每小時50公里。星島日報[]、明報[]

## 10月3日
- 港區人大代表兼基本法委員會委員鄔維庸，因為患血癌中午在瑪麗醫院病逝，終年69歲。鄔維庸自證實患上血癌後，便一直在瑪麗醫院留醫。據了解，天主教香港教區亦有派神父到醫院為鄔維庸進行臨終儀式。香港政府發表聲明，對鄔維庸的離去表示惋惜；而天主教香港教區主教陳日君樞機則表示鄔維庸關心社會，並會為他祈禱。 明報、香港政府新聞稿（页面存档备份，存于）

- 繼本年8月頭，發現(前)公民教育委員會主席香灼璣非法佔用官地之後，有香港報章又再揭發西貢區有4處獨立屋豪宅霸佔官地，包括荷里活巨星尚格雲頓的叔父。 東方日報[]

## 10月4日
- 9月在香港仔行人隧道被同僚開槍誤傷的警署警長黃少鵬，10月3日晚在灣仔運動場跑步途中，懷疑因心臟病延至4日凌晨死亡。星島日報、東方日報[]、明報
- 一名年逾60歲的中國大陸偷渡客，匿藏在一輛經皇崗過關的中港旅遊巴士的車底，旅巴駛至彌敦道近佐敦道燈位時，欲爬出時失敗而遭旅巴輾過並拖行95米，送院後證實不治。 明報[]、東方日報
- 中銀香港推出樓宇按揭優惠，豁免首兩個月利息及首兩個月延期供本，使其市場佔有率達20.6%，超越匯豐的15.4%成為第一。 星島日報

## 10月5日
- 一輛中型貨車51歲司機，在西環奇靈里倒車時，撞倒一名83歲老婦，她送瑪麗醫院後傷重死亡，這個已經是近二個月第三宗因倒車而引起的交通意外。香港電台1（页面存档备份，存于）、 明報、 星島日報、香港電台2（页面存档备份，存于）
- 地下鐵路荃灣綫於早上發生故障，令荃灣至葵興的一段荃灣綫列車服務暫停二十多分鐘。早上8時25分，荃灣站內一個供電斷路器於發生故障，使信號系統暫停運作。由於正值上班繁忙時間，大批乘客一度滯留月台。事故持續了40分鐘，及至9時05分，列車服務回復正常。地鐵表示約有5000名乘客受阻，事故期間亦已通知其他公共交通機構加強服務，並即時向運輸署報告；地鐵就事件向乘客致歉。星島日報、明報[]
- 由衛生福利及食物局與香港展能藝術會合辦的「國際共融藝術節」將於12月2日至10日舉行。香港政府新聞公報（页面存档备份，存于）、國際共融藝術節官方網站（页面存档备份，存于）
- 為方便市民在中秋節賞月，警方將會於當晚在全港各區實施交通管制措施。而各公共交通服務均會延長服務時間，其中地鐵荃灣、觀塘、港島、東涌及將軍澳綫會通宵行走；九廣東鐵及西鐵延長服務至翌晨二時；馬鞍山鐵路、輕鐵、山頂纜車、電車將延長服務至翌晨二時至三時；而九巴、城巴及新巴則開辦多條特別路線及延長部份路線的服務時間。此外，康文署、食環署及房屋署等政府部門會加派員工在轄下場地當值，並向亂拋垃圾及煲蠟者採取執法行動。香港政府新聞稿1（页面存档备份，存于）、2（页面存档备份，存于）
- 英國《泰晤士報》公布2006年度全球200所最佳大學排行榜，美國哈佛大學第一，香港大學在第33位，香港中文大學位居第50位，香港科技大學跌到第58位，香港城市大學在124位。 大公報
- 恒生指數急升278點，報17907點，創六年新高。 星島日報[]、大公報

## 10月6日
- 今日是中秋節，香港市民可欣賞到近十年來最光最大的月亮。維多利亞公園舉行採燈會，而市民就前往海灘、山頂等地賞月。為方便市民外出賞月，多種公共交通工具通宵行駛或加強服務。另外，香港天文台預測香港時間晚上23:45會月上中天。東方日報[]、明報[]、雅虎香港[]、香港政府新聞公報（页面存档备份，存于）
- 美國經濟學家佛利民在《華爾街日報》中撰文，批評香港政府放棄「積極不干預」政策，使香港將不再成為「自由經濟的象徵」。明報
- 東周刊副總編輯的印尼籍家傭，因涉嫌潛入瑪麗醫院深切治療部休養的藝人沈殿霞被香港警方拘捕。 明報、蘋果日報
- 香港歌手官恩娜在屯門黃金海岸出席中秋節慶祝活動時，在台上當眾遭一名二十四歲青年狼吻，該青年其後被香港警方以非禮罪名拘捕。 太陽報（页面存档备份，存于）
- 匯豐控股將於2008年就總部地點進行檢討，業界正積極爭取總部自1993年從香港搬到英國倫敦後，重新迴流香港。 星島日報[]

## 10月7日
- 一名失明人士下午在輕鐵兆康站墜軌，由救護車送抵醫院檢查，傷勢並無大礙。事發於下午二時許，該視障男子打算從位於車站中央的1號月台走往對面2號月台候車，疑因期間迷失方向，把月台之外的空位誤作梯級，踏空墮進路軌。期間一部輕鐵車輛即將到站，數名乘客跳進路軌截停車輛。墮軌的視障男子36歲，被送到屯門醫院診治。多個失明人士團體指摘輕鐵，指輕鐵站缺乏盲人輔助設施，以致意外發生。香港電台（页面存档备份，存于）、明報[]
- 維多利亞港上船隻排出黑煙情況嚴重，做成空氣污染，氮氧化物、二氧化硫和一氧化碳等污染物在過去14年內增長超過一倍。明報[]
- 由於香港政府嚴打市民在市區公共場地煲蠟，不少人轉移至郊野公園煲蠟，不但破壞大自然，更有引發山火的危機。成報

## 10月8日
- 本年度的香港十大傑出青年選舉公佈得獎名單，今屆傑青總共有9人獲選。他們分別為賭王何鴻燊之子，新濠國際主席何猷龍、心臟科醫生陳藝賢、本港首名女腦外科醫生陳智勤、以及曾誤入歧途，現為通識科教師的呂宇俊。此外，紅十字會國際及賑災服務部主管蘇婉嫻、環保教育工作者程詩灝、警方談判人員林景昇、藝術家蘇恩祺及於大專院校推廣資訊科技知識的鄧淑明亦獲得此殊榮，九位傑青在獲選後，會向社會推廣關懷愛滋病的訊息。主辦單位新聞稿

## 10月9日
- 社會福利署原定今年初試用，耗資二億四千萬港元設立中央電腦化數據庫，被署方以「未能符合要求」為由無限期擱置，引起社工組織猛烈批評。 太陽報
- 美林及凱捷聯合發布的《亞太區財富報告》指出，不包括自住房地產的資產值達100萬美元以上的香港人，約有77,200人，即每1,000名成年人口平均便有13名。 成報

## 10月10日
- 北角渣華道柯達大廈附近；華大海景酒店的建築地盤發生高空墮物意外；事發於下午二時許，地盤内一部天秤正吊運三支約六米長的鋼管，當吊運至35樓頂樓時，鋼管突然從高處墮下，擊中九部停在燈位前的汽車，其中一部私家車的司機受傷須送院診治。警方事後拘捕了四名工人並帶返警署協助調查，及至睌上各人准以港幣一萬元保釋外出候查，一個月後返回警署報到。 明報

## 10月11日
- 香港特別行政區行政長官曾蔭權向立法會發表其任內第二份施政報告，提議(1) 為非牟利幼稚園引入學券制、提議(2) 工資保障運動。施政報告網頁（页面存档备份，存于）

## 10月12日
- 著名少年發明家陳易希又有新發明，可以幫助失明人士盛水時不會斟瀉。最新的發明名為「智能杯」，原理是利用了一條金屬帶連接杯口的感應器及杯底的警示器，當水杯盛滿時會發出聲響，陳易希表示，智能杯材料非常簡單，成本也不過數十元，失明人士可以自行製造。此外，當陳易希談及大學生活時表示，大學的宿舍生活令他的英文水平提升，而將來的發明將以幫助他人為主。 明報

## 10月13日
- 電訊管理局人員在警方配合下，晚上到柴灣一間工廠大廈查封民間電台，帶走創辦人曾健成，立法會議員梁國雄，和一批包括無線電發射器的器材。明報

- 因血癌去世的港區全國人大代表鄔維庸，其家人晚上於北角香港殯儀館設靈，多名政界人士包括行政長官曾蔭權、三名司長和多名局長到場致祭外，前政務司長陳方安生、前保安局局長葉劉淑儀及立法會主席范徐麗泰等人亦先後到殯儀館慰問鄔維庸家人。鄔維庸於本月3日在瑪麗醫院病逝，終年69歲，其靈柩將於翌日出殯。 明報

- 恆生指數自2000年以來，首次重上18,000點水平，但尾市有沽壓，未能守穩萬八點收市。由於前一晚杜瓊斯指數再創新高，刺激恆生指數最高升至18,067點；但高位缺乏承接，尾市未能守穩，收報17988.86，升115.77，全日成交401.86億港元。港股在2000年科網股熱潮(1月28日)曾造出18,397點的歷史高位，以是日收市計算，恆生指數較歷史高位只相差約300多點。明報[]

- 涉嫌偷拍藝人沈殿霞的一名印尼女傭於東區裁判法院提堂。涉事的女傭24歲，被控於本月1日在瑪麗醫院偷拍當時住院的沈殿霞，違反《醫院管理局附例》，被告無需答辯，獲准以港幣一千元保釋外出。控方在庭上指己接觸案件主腦，不排除有其他人被捕，稍後亦可能向被告加控一項逾期居留罪名。控方又指負責調查的西區重案組，己多次召見指使女傭的人及錄下了警戒供詞，案件押後至下月再審。【香港司法機構案件編號：ESCC 4344/2006】 明報

- 一名青年涉嫌非禮藝人官恩娜的案件於屯門裁判法院提堂，被告否認控罪。報稱任職圖書館見習助理的24歲被告羅衍發，他被控一項猥褻侵犯罪，獲准以港幣一千元保釋外出，案件押後至下月3日再審；控方律師表示會有3至4名證人作供，並正接觸電視台索取錄影帶作為証物。【香港司法機構案件編號：TMCC3480/06】 明報[]

- 何俊仁遇襲案疑犯4男1女在中港兩地被捕，何俊仁希望警方能夠真正查出是案幕后黑手。 東方日報
- 40多年的兩個老牌公共屋邨黃大仙彩虹邨及北角模範邨，房屋署將會加裝升降機及大裝修，多留15年。 東方日報[]

## 10月14日
- 觀塘繞道發生致命交通意外，兩人死亡。事發後，肇事私家車車頭撞至變形，32歲的菲籍男司機被困，他頭部重創當場死亡，而貨車司機則沒有受傷，並留在現場協助警方調查。事發於下午二時許，一部貨車故障，停在觀塘繞道西行近九龍麪粉廠對開的快線；當貨車司機在等候拖車期間，私家車撞向貨車車尾致攘成意外。由於警方到達現場發現貨車停在中線及快線之間，而路面上沒有發現私家車所留下的胎痕，故警方正調查事件是否與貨車切線有關，而私家車上一名中國籍女乘客則延至送院後傷重不治。明報[]

- 香港海關正測試新軟件，24小時監察互聯網上下載歌曲及電影的行為。海關指，鑑於有大量網站非法上載電影及歌曲，更有網站召費提供新上映的電影供人下載；爲針對此等行為，故海關聯同香港大學合作研發新軟件，新軟件只需輸入電影或歌曲的名稱以至其相關詞語，便可從網上找出懷疑上下載此等檔案的網站；一經海關發現後，海開便會聯絡有关網站的網主以搜集証據。海關關長湯顯明表示，新軟件可使海關查証的人力減少80%，但監控的範圍至少增加五倍，倘若新軟件測試成功，海闕將於2007年起採用新軟件，並向中國内地及世界海關組織作出推介，以合作打擊盜版。明報

## 10月15日
- 第100屆广交会於广州舉行，國務院總理溫家寶及行政長官曾蔭權獲邀為開幕禮主禮嘉賓。在開幕禮之前，兩人曾短暫會面。政府發言人表示，曾蔭權先向溫家寶簡述香港的最新情況，溫家寶對香港的整體情況此有正面評價；而曾蔭權亦特别提及希望香港可進一步拓展人民幣業務，溫家寶表示會加快處理。曾蔭權於下午到達广州，他出席广交会後，會先於广州逗留一晚，翌晨將乘搭港穗直通車返港。明報[]

- 一個來自青海的旅行團，有團友指因為拒絕購物，被香港導遊遺棄，旅發局認為事件影響香港形象，而旅遊業議會則對事件表示關注，並會於星期一召開緊急會議跟進事件。該旅行團一行12人，於上週六被香港導遊指購物數額不足而被遺棄於九龍城碼頭。事件被報章揭發後，旅遊業議會隨即介入調停，導遊承諾餘下的一天在港行程，將不會要求團友購物，而團友指問題已解決，不會作正式投訴。旅發局表示要先查明責任誰屬，以免影響香港旅遊業。其主席周梁淑怡更認為即使出現一宗此等事件也是太多。明報[]

## 10月16日
- 全球集資額最大的中國工商銀行H股今天起在香港公開招股上市，香港共有88間銀行分行派發申請表，並重新啟動網上白表申請系統。 維基新聞、星島日報[]

- 就前日有青海旅行團團友指因為拒絕購物而被香港導遊遺棄的事件，旅遊業議會於今日召開緊急會議跟進事件。 維基新聞 最後該名導遊被停牌兩星期。 明報[]
- 民主黨九龍城區區議員馮競文及劉定邦涉騙租金津貼案開審。大公報
- 位於新界西貢的著名食肆全記海鮮菜館，其少東遇劫時被亂刀斬傷，並被劫去83萬港元現金及支票。 東方日報[]
- 多款汽水和橙汁在香港的批發價提升，部份加幅達10%，成本將轉嫁給消費者。 太陽報（页面存档备份，存于）
- 財政司司長唐英年表示會研究豁免商品及服務稅中的基本消費項目，並不排除在部分奢侈品中引入累進稅，但立法會議員不為所動，仍然對稅項表示反對。 星島日報

## 10月17日
- 何文田窩打老道發生嚴重交通意外，1死12傷。一部270A線九巴從九龍機鐵站開往上水，於駛至染布房街路口；近九龍華仁書院附近時突然失控並衝上行人路，警方表示車禍現場並非交通黑點，司機亦通過酒精測試，受意外影響，窩打老道北行一度全線封閉。東方日報[]、明報
- 廉政公署到中原地產多家分行採取行動，並帶走至少十名職員協助調查，公司主席施永青指不良風氣於行内己積習多時，非短期内可改變，但相信廉署的行動可起阻嚇作用，並歡迎廉署介入調查，中原會檢討如何防範有關問題。明報
- 衛生署衛生防護中心正調查一宗懷疑細菌性食物中毒的事件。十名男女於上週四(10月12日)到沙田帝都酒店一家咖啡室內進食進食青口、扇貝及生蠔等食物後，陸續出現肚痛及肚瀉的病徵。受影響人士年齡介乎23至70歲，其中七人分別到醫院及私家醫生求診，所有人現時情況穩定，毋需入院留醫。明報、香港政府新聞稿（页面存档备份，存于）
- 保釣行動委員會決定星期日將派出約40人，乘船到釣魚台宣示主權。立法會議員何俊仁、梁國雄及港區人大代表朱幼麟等人亦會上船參與保釣行動。該會主席柯華表示，「保釣船」預計最快於星期三抵達釣魚台海域，並在釣魚台海域六浬跟台灣保釣人士會合，而且安排5至6人嘗試登上釣魚台，並會以游泳方式登陸，而主船則會在釣魚台附近環島遊弋以引起日本方面的注意。現時該會仍為是次保釣行動籌款，而今次航程油費及補給，預計要花費30多萬港元。明報
- 退休法官李栢儉及其妻馮閏禪被控騙取綜援案，經被告申請多次延期之後，今天終於在九龍城裁判法院開審。【案件編號：KCCC637/06】 明報
- 50多年的石硤尾邨公屋重建最後一階段今天展開，而第41座的美荷樓將會保留，另有作用。 明報 香港房屋署新聞稿（页面存档备份，存于）
- 香港商業電台節目主持卓韻芝(芝See菇Bi)晚上懷疑在九龍城的寓所服藥昏迷，她在迷糊間致電男友，對方及時發現後報警，並由救護車送院搶救，現留醫在深切治療病房，幸無生命危險。警員到場檢獲兩封遺書，指生活不開心加上其母親患癌逝世所打擊而萌生死念，警方初步認為案件無可疑。明報

## 10月18日
- 被控於今年2月16日將其十歲兒子朱泰福困在行李篋窒息而死的一對港日夫婦，在高等法院承認誤殺罪名成立，被告朱榮漢被判入獄一年半，日本籍太太高橋香世被半入獄兩年。【香港司法機構案件編號：HCCC113/2006】 東方日報[]
- 香港政府宣佈委任方正為香港證券及期貨事務監察委員會主席，從2006年10月20日起至2009年10月19日止，任期3年。政府新聞網
- 衛生福利及食物局局長周一嶽在立法會辯論擴大禁煙範圍的條例草案時，突然拋出將研究娛樂場所2年後設吸煙房的可能性，被多名議員及輿論指是為行政長官曾蔭權掃除障礙。 蘋果日報[永久]
- 北角一名聾啞漢在毫無徵兆下，突然發狂持切肉刀狂劈親母，母親猝不及防，身中四刀倒地，頸部大動脈被破，失血過多慘死。案件由東區警區刑事部負責調查。東方日期[]

## 10月19日
- 立法會三讀通過「吸煙修訂條例」，全香港所有辦公室、食肆及卡拉OK等室內公眾範圍將於2007年1月1日起全面禁止吸煙。其他禁煙地點包括康文署轄下的公園和沙灘。酒吧、麻雀館、桑拿浴室及夜總會則在2009年7月1日起全面禁煙。明報
- 立法會討論反對開徵商品及服務稅動議，獲得大部分政黨支持並通過，議案並無約束力。明報
- 香港大學醫學院肝臟學系講座教授范上達，早前原本宣布辭職，現決定撤回辭職申請並留任。明報
- 一名25歲女子，為了一萬元報酬與一名內地人在香港假結婚被定罪。被告被控於2004年8月，經一名中介人安排下，與一名內地男子在大會堂婚姻註冊處虛假註冊結婚，以協助對方申請居留權。按協議，她原本可得港幣一萬元報酬，但事後不能聯絡上中介人且未能收到款項，加上擔心個人資料外洩，故報案揭發事件。暫委裁判官在判刑時表示，被告以假結婚方式串謀欺詐屬嚴重罪行，應判處即時監禁。但被告事後得不到報酬且無實際得益，加上被告認罪及為轉為控方證人，故處被告判罰160小時社會服務令。【香港司法機構案件編號：STCC7028/06】明報[]
- 中大亞太研究所電話問卷調查顯示，行政長官曾蔭權發表施政報告後，其支持度下跌3.8分至62.8分，而對政府和三位司長的評分也比九月份下跌。明報[]
- 親建制派出現內訌，自由黨主席田北俊指鄭經翰與泛聯盟的石禮謙之間關係「非比尋常」，鄭則回應田早前欲「吞併」泛聯盟不果才老羞成怒。 明報
- 中國工商銀行H股獲超過100萬人認購，超額認購超過76倍，凍結資金超過4129.7億港元，打破香港股市史上的紀錄。 星島日報、大公報
- 香港獨立媒體舉行市民聯署行動，抗議香港政府多番掃蕩香港民間電台，並要求開放大氣電波。 維基新聞

## 10月20日
- 田北辰獲政府續任為九鐵主席，多名管理局成員也獲留任，任期至2007年7月31日。明報
- 運輸署署長黃志光透露，計劃未來一年削減100部行經繁忙地區的巴士。 東方日報[]
- 九龍塘廣播道1號的地皮，被嘉華地產以11億港元勾出，為一年多以來的首次成功勾地。 明報、星島日報[]、文滙報、香港商報
- 香港中文大學創業研究中心的研究引證「富不過三代」的俗語，指出家族企業在繼承的8年期間，其股票價格平均下跌八成，並以林百欣家族的麗新集團作為「無以為繼」的例子。 成報
- 中國工商銀行H股，決定以3.07港元的上限定價。 大公報
- 1994年香港仔添喜大廈發生塌篷意外後，其管理公司疑成立空殼公司轉移資產逃避巨額賠償，案件於香港區域法院開審，被告否認控罪。 東方日報[]

## 10月21日
- 食環署的誘蚊產卵器(蚊杯)再被發現受到干擾，該署於星期四在東涌收集36個誘蚊產卵器作分析。發現其中有28個杯，杯內的水非常清徹，懷疑曾經被人換水，佔總數的77%。東涌的誘蚊產卵器指數曾於6月達25.7%的警戒範圍，但7月至9月的數字則跌至不足10%。署方己重新擺放誘蚊產卵器及加強巡視。而對於有誘蚊產卵器再被發現受到干擾，有立法會議員認為事件打擊市民對食環署滅蚊的信心，並懷疑食環署的跟進工作有否不足之處，將與署方跟進事件。此外，食環署公佈早前誘蚊產卵器被干擾的5個地區，分別是葵涌、荔景、青衣、深水埗東及觀塘中，兩宗事件均已交警方處理。明報[]

## 10月22日
- 葵涌葵盛東邨發生童黨毆打傷人事件，四人受傷。事發後，警員接報到場調查並在商場附近一帶兜截，並截獲3名懷疑恐嚇青年的女童問話，但因證據不足而未有拘捕。事發於下午2時許，四名青年在葵盛東邨商場平台公園商討學校運動會節目表演事宜，期間數名童黨索取香煙但被拒後，以黑幫術語盤問青年，引來多名童黨圍觀叫囂，並打傷兩名男生後逃去。兩名男生其後由救護車送往瑪嘉烈醫院診治，傷勢並無大礙。有社工指，涉事的小童可能受不良的社會文化所影響，家長應多關心留意子女平日行為舉止及結識的朋友，並儘早糾正子女的不良行為。明報
- 2007年香港行政長官選舉序幕戰展開：800人的選舉委員會的7個基督徒代表席位普選將於10月29日舉行，宣傳活動從10月22日開始。全香港所有已受洗並在教堂有會籍登記的信徒，將會在全香港多個票站投票，選出7位代表。7個代表席位有27位候選人競逐，分別代表香港華人基督教聯會、香港宣道會及香港聖公會三個不同的路線。東方日報[]
- 保釣行動委員會派船到釣魚台宣示主權，預計星期三（10月25日）到達。接載保釣人士的「保釣二號」，下午2時許從尖沙咀九龍公眾碼頭出發，隨船共有26人參與，包括一名美國籍醫生，較原定的40人為少。活動發言人何俊仁表示，由於他有工作調動，加上其母身體欠佳而取消行程；至於立法會議員梁國雄則改由台灣與當地保釣人士乘船前往釣魚台。何俊仁亦表示，會以安全及非暴力方式宣示主權，遇到任何挑釁，亦不會向日本海上防衛隊人員還手。該會亦在尖沙咀碼頭設立指揮中心以提供後勤支援，並籌募行動所需經費。而外交部則呼籲日本，冷靜對待保釣人士，並不得危害中方人員和船隻的安全。明報、外交部新聞稿
- 地球之友在中秋節前後收集了6000個月餅罐，在交予回收商前該會進行了一個「推骨牌儀式」。儀式在將軍澳一個商場舉行，參加者用了一個早上將月餅罐排好。排好後輕輕一推，6000個月餅罐在一分鐘內全部倒下，並排出數人在獅子山下手牽手的圖案。有家長帶同小朋友到場，希望可以讓小朋友吸收環保及廢物利用的訊息。而主辦機構則希望透過是次活動，提高市民的環保意識，並減低堆填區的壓力。 明報[]、地球之友新聞稿
- 領匯旗下商場今年內加租5%至30%，有商戶擬為此發起罷市。 太陽報（页面存档备份，存于）
- 諾貝爾經濟學獎得主費爾普斯，批評香港政府鼓勵僱主為清潔工及保安員定下最低工資，反建議政府直接津貼僱主聘用低技術工人。 明報[]、星島日報[]

## 10月23日
- 香港電台再有員工涉嫌貪污被廉政公署拘捕，電台DJ梁奕倫因騙取稿費被捕。東方日報[]、成報
- 醫院管理局行政總裁蘇利民的母親，在瑪麗醫院治療出院後一星期，院方仍未發出賬單，被質疑有人藉此向高層奉承。 蘋果日報[永久]
- 香港導遊總工會舉行申訴大會，指責香港旅遊業議會監管零團費旅行團不力，將責任推到導遊身上。 大公報
- 香港人才管理協會及香港浸會大學永隆銀行國際商貿研究所聯合進行的薪酬福利調查顯示，2006年香港僱員平均加薪3.3%，2007年有望平均達3.5%。 明報
- 香港孔教學院表示，最近與香港的天主教和基督教教會達成共識，指對方願意讓出復活節4天公眾假期的其中一天，讓農曆八月廿九的孔聖誕成為公眾假期。 明報
- 中國工商銀行H股不會安排一人一手，近20萬名認購的散戶將不獲分派股份。 明報

## 10月24日
- 香港廉政公署拘捕7人，指他們涉嫌於2002年周正毅收購上海地產的前身「建聯通」時，與周正毅串謀詐騙，早上於東區裁判法院提堂。 明報、星島日報

## 10月25日
- 香港廉價航空公司甘泉航空原定下午1時首航前往倫敦格域機場的航班，於起飛前一刻，因飛越俄羅斯的航權問題，被迫延誤8小時，及最終改期26日下午1時再啟航，事件中有共200多名乘客將得到補償。 明報
- 香港迪士尼樂園在香港舉行「迪士尼公主夢幻之旅——星級配對」活動，選出6位藝人胡杏兒、楊思琦、曹敏莉、劉心悠、貝安琪及Amanda S.，由網友投票選出心目中的理想白雪公主及其他卡通人物人選。 東方日報
- 中環陸羽茶室林漢烈被槍殺案，在深圳市中級人民法院開審，5名被告包括香港楊氏集團有限公司主席楊家安及其職員。 明報
- 華懋集團主席龔如心與家翁王廷歆的爭產案，香港終審法院頒令提出遺產訴訟的王廷歆要向與訟的龔如心支付8.6億港元訟費中的最少5.6億港元，又要求王供出誰在幕後支持他打官司。 東方日報[]
- 香港郵政表示，過去一年因多個招股活動涉及郵寄大量新股文件及退款支票，處理郵件數目增至13億件，收入亦增加81%至4.05億港元。 明報
- 孫中山紀念館未能如期於孫中山先生誕辰紀念日開幕，但康文署預計仍可趕及在本年年底前開幕。 明報

## 10月26日
- 香港廉價航空公司甘泉航空首班前往倫敦的航機，延遲一日後，終於在下午1時20分左右正式順利起飛。星島日報[]

- 香港血管硬化學會引述瑪麗醫院的調查顯示，26%受訪男性「好膽固醇」水平未達標準，比中國內地及台灣為差。而不達標的女性則只有8%。明報[]

- 何文田愛民邨商場兩家酒樓突然結業，有80名員工受影響。酒樓員工指出兩家酒樓均於下午才結業，而資方並未發放本月工資且末有解釋原因，職工盟曾到場了解情況，並估計資方拖欠工資近百萬港元，而兩家酒樓屬同一東主所有。該會計劃明早向勞工處求助。明報

- 沙田瀝源邨晚上發生兇殺案，一名58歲婦人被發現倒斃該邨榮瑞摟3樓一個單位，疑被其子用菜刀斬死，其姊回家後赫見寓所遍地鮮血，在驚恐下報警。警方在調查後表示，懷疑兒子因錢債問題，向母親索錢還債時被拒而爆發命案。警方將案件列作謀殺案處理，而兒子亦受傷送院。明報[]

- 恆生指數收市報18353點，升195點，創歷史新高。 蘋果日報

- 有報章揭發新股認購機制存有漏動，使用一人多表的違規方式認購中國工商銀行新股，結果全都輕易抽中。 明報[]

- 為慶祝香港主權移交10週年，中國中央電視台將開拍大型紀錄片《香港十年》。 明報

- 舊中環天星碼頭正式落實於11月11日停用，位於中環碼頭的新碼頭於翌日（11月12日）啟用。 明報[]

- 香港中文大學新聞傳播學院公佈香港市民對香港新聞機構公信力評分調查，報章方面排名最高三甲依次序為《南華早報》、《明報》及《信報》。 明報

- 十年一度的吉澳安龍太平清醮舉行期間，有逾萬名遊客前往人口僅約200的吉澳參觀。 明報[]

## 10月27日
- 全球集資額最大的中國工商銀行分別在上海及香港掛牌上市。星島日報[]
- 香港立法會經過三日辯論後，最終否決由劉健儀提出的施政報告致謝議案，以及由李卓人、陳偉業動議的修正案。東方日報[]

## 10月28日
- 有「紅色富豪」之稱的中國全國政協副主席霍英東，晚上在北京協和醫院逝世，享年83歲。據了解，在霍英東彌留之際，中国国家主席胡錦濤、副主席曾慶紅等國家領導人等都曾到醫院探訪，離世時其家人亦陪伴在側。明報、新華社（页面存档备份，存于）、大公報
- 香港行政長官曾蔭權在禮賓府舉行授勳儀式，向董建華、李業廣、李東海等277人頒授勳銜。香港政府新聞稿（页面存档备份，存于）
- 第二次自訂車輛登記號碼計劃拍賣會舉行，共有242個車牌供競投。與汽車品牌法拉利接近的「FERRAR1」以70萬港元成交，成為全場最高成交價。滙豐縮寫「HSBC」以50萬港元成交，「12345」以28萬港元成交，好日子「G00DDAY」則以12萬港元成交。全日拍賣總成交額約900萬港元。明報

## 10月29日
- 香港各界對於霍英東的逝世均感難過，行政長官曾蔭權發表聲明，對霍英東的逝世感到非常難過和惋惜，是國家及香港的重大損失，而多名立法會議員亦對霍英東逝世感到可惜。而霍英東生前亦積極推廣體育運動，多名香港體育界人士亦為此感到難過。霍英東的長子霍震霆表示，其亡父的遺願是在香港安葬，故其喪事會在香港舉行，但由於家人擬儘快儘快把遺體送返香港，故不會在北京進行悼念儀式。香港政府新聞稿（页面存档备份，存于）、明報

- 霍英東的長子霍震霆表示，其亡父的遺願是在香港安葬。其遺體將於星期二(10月31日)運返香港，其喪禮擬於香港殯儀館舉行，但詳情將於稍後公佈。另外，消息人士指出，中央政府已決定在香港成立「霍英東治喪委員會」，主任委員由全國政協副主席王忠禹擔任；而委員名單亦包括國務院港澳辦主任廖暉、前行政長官；現任全國政協副主席董建華、及行政長官曾蔭權。儀式及規格將參照已故全國政協副主席安子介去世時的規格，而霍英東的靈柩上亦會蓋上國旗。明報[]、明報

- 200多家食肆從今天起連續三個月的29日舉行「無煙食肆開放日」，以便顧客和員工於翌年元旦起全面禁煙。衛生署副署長梁挺雄表示，該署轄下的控煙辦公室已招請400多名「無煙大使」，並加強人手執法。有在酒樓吸煙的荼客表示新法例對其影響不大，惟需一段時間適應；而有酒樓負責人指，曾擔心推行禁煙會影響生意，但政府現已立法，故亦必須跟隨。明報[]

- 教育統籌局常任秘書長羅范椒芬出席商台節目，被問及有報導指她將轉任廉政專員一職時，她沒有回應有關的報導，謂一切留待政府公佈。她指政務主任的崗位通常三年調動一次，而她在教育範疇上工作已有八年，故認為外間存有此推測亦屬合理。她又指教改自2000年推行以來已見成效，並給予她很大的滿足感。明報[]

## 10月30日
- 由於全球暖化問題，香港天文台指2006年有香港百年來最酷熱的10月。 由於香港有世界級的摩天大樓建築群，密度高，有礙散熱，城市熱島效應令氣溫反常。 成報[永久]
- 香港科學家鄭泉恩宣佈發明了一種抑制精子發育的男性避孕藥，並聲稱全無副作用。 蘋果日報[永久]
- 霍英東於北京協和醫院設靈，遺體則於翌日送回香港，準備於11月7日在香港殯儀館設靈。 東方日報[]
- 屯門豫豐花園開售，於最近四天內收票逾8,000張，參觀人數超過75,000人，引起各界關注。  星島日報
- 是日重陽節，由於掃墓人士留下火種，導致香港全日共有64宗山火。頭條新聞（页面存档备份，存于）
- 甘泉航空出現嚴重誤點，由於其唯一飛機在英國起飛時間延誤12小時，做成骨牌效應，令之後的航班也出現嚴重延誤。 明報[]

## 10月31日
- 掌管香港教育達8年的教育統籌局常任秘書長羅范椒芬辭職，她將接替黃鴻超出任廉政專員，而黃鴻超則接任教育統籌局常任秘書長。香港政府新聞網、香港政府新聞公報（页面存档备份，存于）

- 颱風西馬侖進入香港800公里之警戒範圍，香港天文台於下午2時20分發出一號戒備信號。至晚上為止，西馬侖集結在香港東南偏南約500多公里，預料向西面移動。天文台表示，由於西馬侖移動緩慢，故移動路經的變數較大。而受強風影響，海面可能會有暗湧，市民應該遠離岸邊及停止所有水上活動。明報[]

- 一名已婚傳道人被控七度非禮15歲女教友，罪名成立。案情指，46歲的被告曾照福於去年7月利用神職人員身分向女童講道，指聖經中亞當及夏娃赤裸身體代表坦誠相處，着女童脫衣並向女童作出猥褻行為。暫委法官陳慶偉指被告利用受害女童的信任及其影響力令女童接受被告的非法行為；而女童在事件中，精神和心理受到巨大打擊且不易復元，需重判以示阻嚇。被告在較早前承認7項非禮罪名，各被判監禁40個月，同期執行。 【香港司法機構案件編號：DCCC454/2006】 明報[]

- 香港大學民意網站最新一期調查發現，受訪者對香港行政長官曾蔭權的評分只得59.7分，下跌0.1分。 明報[]

- 市區重建局落實觀塘重建規劃方案，將建設巨型地標商廈，並提供3萬平方米的休憩空間。 明報[]

| 香港新聞動態 |
| \| - 2024年香港：1月 - 2月 - 3月 - 4月 - 5月 - 6月 - 7月 - 8月 - 9月 - 10月 - 11月 - 12月 - 2023年香港：1月 - 2月 - 3月 - 4月 - 5月 - 6月 - 7月 - 8月 - 9月 - 10月 - 11月 - 12月 - 2022年香港：1月 - 2月 - 3月 - 4月 - 5月 - 6月 - 7月 - 8月 - 9月 - 10月 - 11月 - 12月 - 2021年香港：1月 - 2月 - 3月 - 4月 - 5月 - 6月 - 7月 - 8月 - 9月 - 10月 - 11月 - 12月 - 2020年香港：1月 - 2月 - 3月 - 4月 - 5月 - 6月 - 7月 - 8月 - 9月 - 10月 - 11月 - 12月 - 2019年香港：1月 - 2月 - 3月 - 4月 - 5月 - 6月 - 7月 - 8月 - 9月 - 10月 - 11月 - 12月 - 2018年香港：1月 - 2月 - 3月 - 4月 - 5月 - 6月 - 7月 - 8月 - 9月 - 10月 - 11月 - 12月 - 2017年香港：1月 - 2月 - 3月 - 4月 - 5月 - 6月 - 7月 - 8月 - 9月 - 10月 - 11月 - 12月 - 2016年香港：1月 - 2月 - 3月 - 4月 - 5月 - 6月 - 7月 - 8月 - 9月 - 10月 - 11月 - 12月 - 2015年香港：1月 - 2月 - 3月 - 4月 - 5月 - 6月 - 7月 - 8月 - 9月 - 10月 - 11月 - 12月 - 2014年香港：1月 - 2月 - 3月 - 4月 - 5月 - 6月 - 7月 - 8月 - 9月 - 10月 - 11月 - 12月 - 2013年香港：1月 - 2月 - 3月 - 4月 - 5月 - 6月 - 7月 - 8月 - 9月 - 10月 - 11月 - 12月 - 2012年香港：1月 - 2月 - 3月 - 4月 - 5月 - 6月 - 7月 - 8月 - 9月 - 10月 - 11月 - 12月 - 2011年香港：1月 - 2月 - 3月 - 4月 - 5月 - 6月 - 7月 - 8月 - 9月 - 10月 - 11月 - 12月 - 2010年香港：1月 - 2月 - 3月 - 4月 - 5月 - 6月 - 7月 - 8月 - 9月 - 10月 - 11月 - 12月 - 2009年香港：1月 - 2月 - 3月 - 4月 - 5月 - 6月 - 7月 - 8月 - 9月 - 10月 - 11月 - 12月 - 2008年香港：1月 - 2月 - 3月 - 4月 - 5月 - 6月 - 7月 - 8月 - 9月 - 10月 - 11月 - 12月 - 2007年香港：1月 - 2月 - 3月 - 4月 - 5月 - 6月 - 7月 - 8月 - 9月 - 10月 - 11月 - 12月 - 2006年香港：1月 - 2月 - 3月 - 4月 - 5月 - 6月 - 7月 - 8月 - 9月 - 10月 - 11月 - 12月 - 2005年香港：1月 - 2月 - 3月 - 4月 - 5月 - 6月 - 7月 - 8月 - 9月 - 10月 - 11月 - 12月 - 2004年香港：1月 - 2月 - 3月 - 4月 - 5月 - 6月 - 7月 - 8月 - 9月 - 10月 - 11月 - 12月 - 2003年香港：1月 - 2月 - 3月 - 4月 - 5月 - 6月 - 7月 - 8月 - 9月 - 10月 - 11月 - 12月 - 2002年香港：1月 - 2月 - 3月 - 4月 - 5月 - 6月 - 7月 - 8月 - 9月 - 10月 - 11月 - 12月 - 2001年香港：1月 - 2月 - 3月 - 4月 - 5月 - 6月 - 7月 - 8月 - 9月 - 10月 - 11月 - 12月 - 2000年香港：1月 - 2月 - 3月 - 4月 - 5月 - 6月 - 7月 - 8月 - 9月 - 10月 - 11月 - 12月 - 1999年香港：1月 - 2月 - 3月 - 4月 - 5月 - 6月 - 7月 - 8月 - 9月 - 10月 - 11月 - 12月 - 1998年香港：1月 - 2月 - 3月 - 4月 - 5月 - 6月 - 7月 - 8月 - 9月 - 10月 - 11月 - 12月 - 1997年香港：1月 - 2月 - 3月 - 4月 - 5月 - 6月 - 7月 - 8月 - 9月 - 10月 - 11月 - 12月 參 \| |
| - 2024年香港：1月 - 2月 - 3月 - 4月 - 5月 - 6月 - 7月 - 8月 - 9月 - 10月 - 11月 - 12月 - 2023年香港：1月 - 2月 - 3月 - 4月 - 5月 - 6月 - 7月 - 8月 - 9月 - 10月 - 11月 - 12月 - 2022年香港：1月 - 2月 - 3月 - 4月 - 5月 - 6月 - 7月 - 8月 - 9月 - 10月 - 11月 - 12月 - 2021年香港：1月 - 2月 - 3月 - 4月 - 5月 - 6月 - 7月 - 8月 - 9月 - 10月 - 11月 - 12月 - 2020年香港：1月 - 2月 - 3月 - 4月 - 5月 - 6月 - 7月 - 8月 - 9月 - 10月 - 11月 - 12月 - 2019年香港：1月 - 2月 - 3月 - 4月 - 5月 - 6月 - 7月 - 8月 - 9月 - 10月 - 11月 - 12月 - 2018年香港：1月 - 2月 - 3月 - 4月 - 5月 - 6月 - 7月 - 8月 - 9月 - 10月 - 11月 - 12月 - 2017年香港：1月 - 2月 - 3月 - 4月 - 5月 - 6月 - 7月 - 8月 - 9月 - 10月 - 11月 - 12月 - 2016年香港：1月 - 2月 - 3月 - 4月 - 5月 - 6月 - 7月 - 8月 - 9月 - 10月 - 11月 - 12月 - 2015年香港：1月 - 2月 - 3月 - 4月 - 5月 - 6月 - 7月 - 8月 - 9月 - 10月 - 11月 - 12月 - 2014年香港：1月 - 2月 - 3月 - 4月 - 5月 - 6月 - 7月 - 8月 - 9月 - 10月 - 11月 - 12月 - 2013年香港：1月 - 2月 - 3月 - 4月 - 5月 - 6月 - 7月 - 8月 - 9月 - 10月 - 11月 - 12月 - 2012年香港：1月 - 2月 - 3月 - 4月 - 5月 - 6月 - 7月 - 8月 - 9月 - 10月 - 11月 - 12月 - 2011年香港：1月 - 2月 - 3月 - 4月 - 5月 - 6月 - 7月 - 8月 - 9月 - 10月 - 11月 - 12月 - 2010年香港：1月 - 2月 - 3月 - 4月 - 5月 - 6月 - 7月 - 8月 - 9月 - 10月 - 11月 - 12月 - 2009年香港：1月 - 2月 - 3月 - 4月 - 5月 - 6月 - 7月 - 8月 - 9月 - 10月 - 11月 - 12月 - 2008年香港：1月 - 2月 - 3月 - 4月 - 5月 - 6月 - 7月 - 8月 - 9月 - 10月 - 11月 - 12月 - 2007年香港：1月 - 2月 - 3月 - 4月 - 5月 - 6月 - 7月 - 8月 - 9月 - 10月 - 11月 - 12月 - 2006年香港：1月 - 2月 - 3月 - 4月 - 5月 - 6月 - 7月 - 8月 - 9月 - 10月 - 11月 - 12月 - 2005年香港：1月 - 2月 - 3月 - 4月 - 5月 - 6月 - 7月 - 8月 - 9月 - 10月 - 11月 - 12月 - 2004年香港：1月 - 2月 - 3月 - 4月 - 5月 - 6月 - 7月 - 8月 - 9月 - 10月 - 11月 - 12月 - 2003年香港：1月 - 2月 - 3月 - 4月 - 5月 - 6月 - 7月 - 8月 - 9月 - 10月 - 11月 - 12月 - 2002年香港：1月 - 2月 - 3月 - 4月 - 5月 - 6月 - 7月 - 8月 - 9月 - 10月 - 11月 - 12月 - 2001年香港：1月 - 2月 - 3月 - 4月 - 5月 - 6月 - 7月 - 8月 - 9月 - 10月 - 11月 - 12月 - 2000年香港：1月 - 2月 - 3月 - 4月 - 5月 - 6月 - 7月 - 8月 - 9月 - 10月 - 11月 - 12月 - 1999年香港：1月 - 2月 - 3月 - 4月 - 5月 - 6月 - 7月 - 8月 - 9月 - 10月 - 11月 - 12月 - 1998年香港：1月 - 2月 - 3月 - 4月 - 5月 - 6月 - 7月 - 8月 - 9月 - 10月 - 11月 - 12月 - 1997年香港：1月 - 2月 - 3月 - 4月 - 5月 - 6月 - 7月 - 8月 - 9月 - 10月 - 11月 - 12月 參       |

1. ↑  容量有限，本表只列出香港回歸以來各年各月香港新聞動態。關於更早年代的各年各月香港新聞動態，詳見於某年香港（某年表示1997年之前的公曆年份）。